# Der Führer
Der Führer är en rockopera/-musikal från 1977 av Lothar Siems och Walter Quintus, vars handling utgörs av berättelser om Tredje Rikets uppgång och fall, och Adolf Hitler med flera.